# La boda de Tuya
La boda de Tuya es una película china dirigida por Quanan Wang

## Argumento
Tuya (Yu Nan) es una mujer guapa y muy trabajadora que vive en la Mongolia Interior profunda, casada con 2 hijos. Su marido Bater se quedó parapléjico hace unos años tras caerse a un pozo. Su marido le ofrece el divorcio para que encuentre un hombre a su nivel... Ella acepta con la condición de que esta persona cuide de sus hijos y de Bater. 

## Comentarios
El director rueda en Mongolia porque es un sitio que le atrae mucho por su belleza paisajística.
- Datos: Q430987